# Gammarus obnixus
Gammarus obnixus is een vlokreeftensoort uit de familie van de Gammaridae. De wetenschappelijke naam van de soort is voor het eerst geldig gepubliceerd in 1977 door Karaman & Pinkster.
Mannelijke exemplaren van G. obnixus kunnen 14 mm groot worden. Het verspreidingsgebied van de soort lijkt beperkt te zijn tot het merengebied in het centrale deel van Turkije. Zij is hier meestal te vinden in de kustgebieden van de meren met een verhoogd natriumgehalte. De naam obnixus (= Latijn, eigenzinnig) verwijst naar het vermogen van de soort om in het bovenste deel van dit kustgebied te leven waar de golfwerking nogal moeilijk is.